# Aurelia Mateo de Alonso
Aurelia Mateo de Alonso (Algesires, ca. 1850 - segle xx) fou una poetessa maçona espanyola.

## Biografia
Nascuda a Algeciras, va viure a Castelló pel trasllat del seu marit com a funcionari. Va ser escriptora, poetessa i maçona. Va ser la primera dona que va formar part de la lògia La Verdad de Castelló el 1884, sota els auspicis del Gran Oriente d'Espanya. Era una lògia amb més de 60 membres, on predominaven militars i professions liberals. Va fundar a Castelló el periòdic La X al juny de 1889. Aquest títol creiem que simbolitza l'anonimat que s'ha imposat a les dones en l'espai públic. Aurelia Mateo vol que s'escolte la seva veu, per aquest motiu pràcticament tots els articles els firma ella, com va fer Emilia Pardo Bazán en la revista Nuevo Teatro Crítico.
Col·laborava en el periòdic de Madrid 'Las Dominicales del Librepensamiento, on escrivien republicans i maçons i també dones com Rosario de Acuña. La directora de La X fa una lloança a la plèiade d'escriptores espanyoles, que sent mares i sense desatendre la llar, han cultivat la seua intel·ligència i han dedicat la seua ploma a enaltir la virtut i a condemnar els vicis. La reticència dels homes en el segle xix per acceptar la participació de les dones en la premsa, reservada als homes com els amos de la raó i la creativitat, feia exclamar a Aurelia Mateo «¿por qué se burlan de nosotras? Si desde la Antigüedad ha habido mujeres que destacaron por su ilustración». Les dones tenen intel·ligència i aptituds com els homes, «no son un estuche primoroso, pero vacío».
No obstant això, anava en contra dels qui volien donar a les dones els mateixos drets polítics que als homes i assegurava que no era que els manque capacitat, ja que hi ha hagut grans dones en la història, com ara Mariana Pineda, Isabel la Catòlica o madame de Staël, però «el hogar es el que la inviste del santo título de madre». No volia que les dones entraren en «polémicas interminables de partido y doctrinas soporíferas», el que volia era que les dones formaren en moral i valors, no sols els fills, sinó també la societat. En aquest sentit Aurelia Mateo, com les altres escriptores que ella anomena, van transcendir la seva maternitat moral de l'àmbit privat a l'àmbit públic.
Així ho va intentar Aurelia Mateo en el seu periòdic, on va escriure les seves idees sobre la família, l'existència de Déu i l'ateisme o el lliure pensament. En la secció «Cuadros de costumbres» es dirigeix a les famílies, conta històries novel·lades en què defensa el matrimoni per amor i no per conveniència; el model de dona ocupada en la llar i que educa els seus fills amb afecte i virtut, és activa i treballadora. Rebutja la dona que va de festa i sols li interessen els vestits i la moda. Va ser atacada pel diari republicà i maçó La Razón, ja que asseguraven que ara estava relacionada amb els jesuïtes i havia canviat molt les seves idees, ja que criticava les teories de Darwin, i feia lloances de Pius IX “el gran pontífice del Syllabus” i de Lleó XIII; a més a més, anava contra les escoles laiques. Per la seva banda, l'ultraconservador La Verdad li critica la seva moral universal, que repecta totes les religions i no creu en els dogmes, ni en els misteris. És maçona, asseguren, per més que es declare catòlica i li dedique versos a Jesucrist. No és per casualitat que es trobaren raons per a silenciar-la, i li recomanen a La Verdad que es retire a la llar, adduint la bellesa i la imaginació femenines: “hay cabezas muy hermosas, pero sin seso” i “ tiene gran corazón, mucha fantasía y erudición escasa”.